# Programa Nascente
O Programa Nascente USP, também conhecido como Projeto Nascente e Prêmio Nascente ou simplesmente Nascente USP, é uma premiação cultural acadêmica em dinheiro organizada pela Universidade de São Paulo, responsável pela revelação de artistas que cursam graduação ou pós-graduação na instituição.

## História
Idealizado pelo então pró-reitor de cultura e extensão universitária João Alexandre Barbosa (gestão 1990-1993), o Nascente teve sua primeira edição em 1991 com o mote "cadê seu talento?", e contou com a participação do compositor Chico Buarque, do jornalista William Bonner e da atriz Marisa Orth como apresentadores. Desde então, o evento de premiação tem ocorrido anualmente, tendo sido interrompido apenas três vezes: duas vezes na primeira década do Século XXI e também em 2020, em decorrência da Pandemia de COVID-19 no Brasil.

## Categorias
O Programa Nascente premia artistas nas categorias artes visuais, artes cênicas, audiovisual, design, música erudita, música popular e texto. As inscrições são gratuitas, e a única condição é que o concorrente seja um aluno matriculado em qualquer curso de graduação ou pós-graduação na Universidade de São Paulo.

## Premiados Notáveis
Ao longo de vinte e seis edições, o Programa Nascente tem distribuído centenas de prêmios aos participantes. Alguns dos finalistas e vencedores se destacaram por terem vencido outros prêmios significativos após serem agraciados com o Nascente. Vários foram descobertos pelo Nascente e assinaram contratos com editoras e produtoras, como, por exemplo:
- O escritor José Roberto Torero, vencedor em 1992 na categoria "texto" graças ao esboço do que posteriormente se tornaria o livro Galantes Memórias e Admiráveis Aventuras do Virtuoso Conselheiro Gomes, o Chalaça, vencedor do Prêmio Jabuti em 1995.
- O ator baiano Luís Miranda venceu a categoria "artes cênicas" na primeira edição do Nascente com o espetáculo de dança Eguns. Na época, o prêmio em dinheiro era bastante significativo: Miranda ganhou cinco mil dólares. Posteriormente, tornou-se um ator famoso, tendo atuado em diversos filmes e novelas.[6]
- Em 2001, o escritor de ficção científica Roberto de Sousa Causo venceu o prêmio na categoria "texto" por sua novela O Par.
- Em 2013, o conto A Condessa de Picaçurava do escritor Antônio Salvador venceu o Nascente na categoria "texto" e foi publicado pela Editora Prólogo, tornando-se um sucesso de crítica.[7]